# Chris Caffery
Chris Caffery (Suffern, 9 settembre 1967) è un chitarrista statunitense noto per la sua militanza in band quali Savatage e Trans Siberian Orchestra.

## Biografia
Ha inciso la sua prima demo a soli 14 anni, a 17 (quando realizzò la seconda demo) ha debuttato con il suo primo concerto a New York.
Durante la sua carriera ha collaborato con numerose band tra cui: Metalium, Circle II Circle e Doro Pesch, è il chitarrista dei Savatage e della Trans-Siberian Orchestra.
Dal 2004 ha anche intrapreso la carriera solista, pubblicando due dischi e un EP.

## Discografia

### Solista

#### EP
- The Mold - 2004

#### Album studio
- Faces / God Damn War - 2004
- Pins and Needles - 2007

#### Raccolte
- W.A.R.P.E.D.

### Con i Savatage
- Dead Winter Dead - 1995
- Final Bell/Ghost in the Ruins - 1995
- The Wake of Magellan - 1998
- Poets and Madmen - 2001

Pur non suonando sull'album Gutter Ballet del 1989, Chris appare nelle foto all'interno del libretto "come segno di benvenuto ufficiale e per preparare i fan alla formazione che avrebbero visto esibirsi nel successivo tour".

### Con i Doctor Butcher

#### Album studio
- Doctor Butcher - 1994

#### Raccolte
- The Demos - 1996

### Con la Trans-Siberian Orchestra
- Christmas Eve and Other Stories - 1996
- The Christmas Attic - 1998
- Beethoven's Last Night - 2000
- The Lost Christmas Eve - 2004

### Con John West
- Earth Maker - 2002
- Long Time... No Sing - 2006

### Con i Metalium
- Millennium Metal - 1999